# Pettiboneia urciensis
Pettiboneia urciensis är en ringmaskart som beskrevs av Campoy och San Martin 1980. Pettiboneia urciensis ingår i släktet Pettiboneia och familjen Dorvilleidae. Inga underarter finns listade i Catalogue of Life.